# Mylochromis ensatus
Espèce
Mylochromis ensatus est une espèce de poissons téléostéens.